# محمد محمد الشبيبي
محمد محمد الشبيبي هو شاعر يمني. ولد عام 1950 في مدينة إب. تلقى تعليمه الأولي في كتاتيب قريته، ثم في تعز، ثم انهى الثانوية في صنعاء. بدأ حياته العملية في الجيش. كتب القصائد الغنائية العاطفية والوطنية. نشرت قصائده في الصحف اليمنية.توفي 24/12/2023 بالعاصمه صنعاء

محمد بن علي بن عبدالله بن علي الشبيبي هو طالب علم 
ولد عام 1992م شهر 9
درس الإبتدائي في مدرسة مصعب بن عمير في الذراحي ثم بعد ذلك درس الإعدادية في مدرسة الكفاح بيت البتول حبيش ودرس لدى أربطة العلوم الشرعية في تعز والبيظاء حصل على الإجازات العلمية من علماء آل الهدار منهم الحبيب العلامة طاهر بن محمد بن عبدالله الهدار وكذالك من سيده وسنده الحبيب العلامة السيد أبوبكر العدني بن علي المشهور وكذلك درس فصلين من الثانوية العامة في مدرسة الجيل الجديد حبيش وكذلك درس سبع سنوات في جامعة دار العلوم الشرعية عند سيدي الشيخ محمد بن علي بن يحيى مرعي الثانوية الشرعية والجامعة حيث تخصص في كلية الدراسات الإسلامية بالحديدة أخذالعديد من الدورات والمشاركات في عدة مجالات منها المشاركة في المعهد الوطني للعلوم الإداريّة فرع إب عين مديرا لفرع مكتب التخطيط والتعاون الدولي في مديرية حبيش ــ محافظة إب بتأريخ 2019/1/1م